# Scene of equal
『Scene of equal』（シーン・オブ・イコール）は、ACIDMANの3枚目のDVD。2004年10月14日に東芝EMIから発売された。3枚目のアルバム『equal』のミュージックビデオを中心に収録している。「音楽と映像50/50の関係」をコンセプトに、クオリティの高い映像が収録されている。近作から監督が変わり西郡勲となっている。

## 収録曲
1. イコール
画面が三分割され、それぞれにメンバーの演奏シーンや美しい風景映像が出てくる。最後には三つが繋がり、粒子に包まれた空間の中でメンバーが演奏する。
2. 水写
演奏しているメンバーのバックに、美しい大地の上空を滑走していく映像が流れている。
3. colors of the wind
映画「ポカホンタス」の主題歌のカバー。高速道路を走っている映像と室内での演奏シーンというシンプルな構成。
4. 彩-SAI- (前編) 
オールアニメーション。夕日が沈み、夜になった街に花火が次々と上がり、その間を鳥が駆け巡っていく。次の曲への前奏にもなっている。
5. 廻る、巡る、その核へ
タイトルは「廻る、巡る、その核へ」だけだが、その前に「彩-SAI-（前編）」の最後から繋がる形で少しの無音のアニメーションと、森に雪が降るシーンの「cps」が挿入されている。「輪廻転生」をテーマとしたアニメーション作品で、壮大な一つの物語となっている。制作には3ヶ月かかり、最後にはほとんど西郡勲一人の手で作られた。第8回文化庁メディア芸術祭アニメーション部門優秀賞を始め、様々な賞を受賞した。
  - SPACE SHOWER Music Video Awards 05 BEST ROCK VIDEO
  - Vila Do Condo(ポルトガル映画祭）コンペ部門ノミネート
  - クレモンフェラン映画祭 招待作品
  - SICAF Animation Film Festival 優秀賞受賞
6. Live from Cinema vol.2
Cinema Vol.2の映像
7. profile